# جريمة قونكة
جريمة قونكة هي رواية تم نشرها من قبل اليثيو جارثيتورال عام 1932م باصدار محدود وتم إعادة اصدارها بمقدمة وتحريرها من قبل خوسيه استيبان عام 1981م في ايوسو للنشر.

## الكتاب
يروي مغامراته بعد تجاربه مختلفة بقطاع ملقة اثناء السنوات الجمهورية حيث كان رئيس مدني بقطاع قونكة في أغسطس عام 1931م، واستقال من هذا المنصب في اواخر عام 1932م. وتلك الجريمة المشار اليها هي حالة الطغيان المهيمن علي القطاع.

## توضيح
هذا الكتاب ليس له أي علاقة بالفيلم الذي يحمل نفس الاسم جريمة قونكة (El Crimen De Cuenca) الذي يتفق معه فقط في العنوان، وهذالفيلم يشير الي احداث قد وقعت بين بلدتي تريسخانكوس وأوسا دي لا فيجا، في محافظة قونكة، بإسبانيا، في عام 1910م.